# Nassian
Nassian es un departamento de la región de Bounkani, Costa de Marfil. En mayo de 2014 tenía una población censada de 44 528 habitantes.
Se encuentra ubicado al noreste del país, cerca de la frontera con Burkina Faso y Ghana.